# کشیا بیکر
کشیا بیکر (انگلیسی: Keshia Baker؛ زادهٔ ۳۰ ژانویهٔ ۱۹۸۸) دونده اهل ایالات متحده آمریکا است.
وی در مسابقات کشوری و بین‌المللی در مجموع برندهٔ ۲ مدال طلا شده‌است.